# Maurice Carême

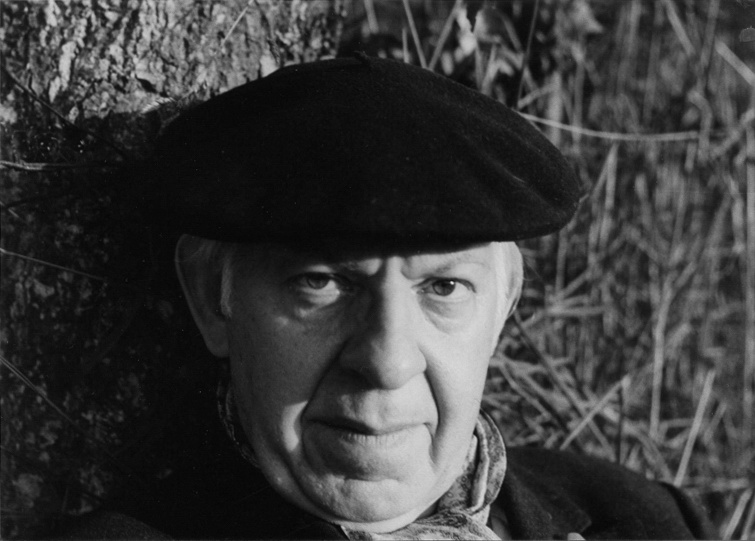
Maurice Carême, l'été 1970, Margny (Ardennes-France), près d'Orval
Photo: Jeannine Burny, la Fondation Maurice Carême

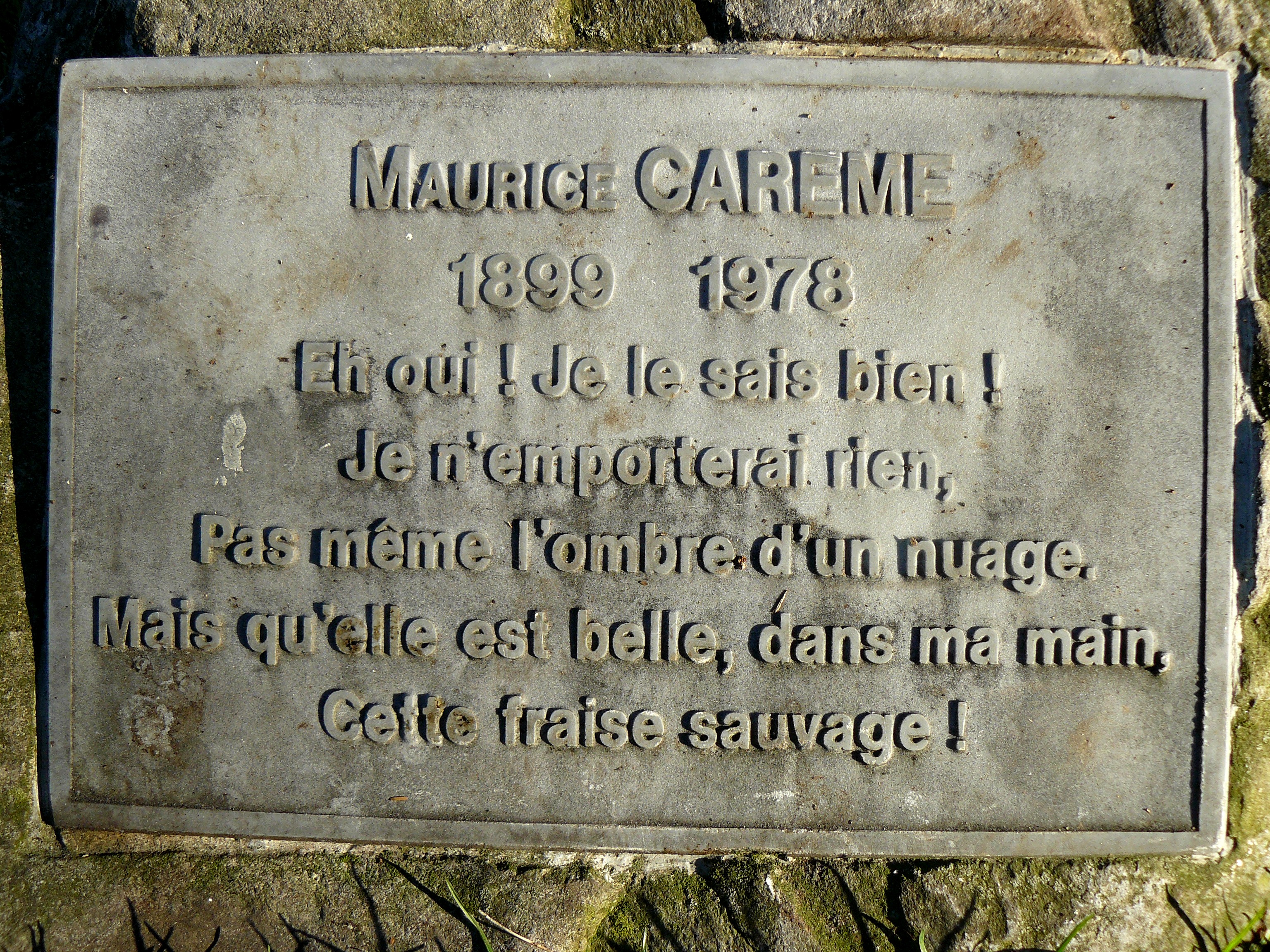
Maurice Carême

Maurice Carême (Wavre, 12 de mayo de 1899 - Anderlecht, 13 de enero de 1978) fue un poeta francófono belga, conocido por su estilo de escritura simple y sus poesías para niños.

## Biografía
Carême nació el 12 de mayo de 1899 en Wavre (Bélgica), entonces una parte rural de Bélgica. Aunque creció en una familia de medios modestos (su padre era un pintor y su madre un comerciante), Carême tuvo una niñez feliz, que se reflejaría en sus obras.
Mauricio Carême fue escolarizado en su ciudad natal y, en 1914, recibió una beca para asistir a la escuela normal en Tienen. Fue en este tiempo que comenzó a escribir poesía. En 1918, Carême se graduó como maestro y le fue asignada una plaza de profesor de escuela primaria en Anderlecht, parte de Bruselas.
La poesía de Carême adquirió progresivamente un mayor lugar en su vida y, en 1943, renunció a su profesión docente para dedicarse completamente a la escritura. Mauricio Carême murió el 13 de enero de 1978 en Anderlecht. Conforme a su petición, lo enterraron en Wavre. Su hogar en Anderlecht, “la maison Blanche”, es ahora sitio del Museo Maurice Carême.

### Obras
- 63 illustrations pour un jeu de l’oie (1925)
- Hôtel bourgeois (1930)
- Chansons pour Caprine (Édiciones Henriquez, 1930)
- Reflets d’hélices (1932)
- Mère (1935)
- Petite Flore (1937, Prix Edgar Poe)
- La Lanterne Magique (1947)
- La Maison Blanche (1949, Prix de l’Académie française)
- Petites Légendes (1949)
- La voix du silence (1951)
- L’eau passe (1952, Prix International Syracuse, Prix de l’Académie française)
- Semeur de rêves (1953)
- Images Perdues (1954)
- Heure de grâce (1957, Prix Félix Denayer, Premio de poésia religiosa)
- L'Orphelin (1958)
- L'Oiseleur (1959)
- La Flûte au verger (1960)
- La Grange Bleue (1961)
- Pomme de reinette (1962)
- Bruges (1963)
- En sourdine 1964)
- La Bien-aimée (1965)
- Brabant (1967, Premio de la provincia de Brabant)
- Le Sablier (1969)
- Entre deux mondes (1970)
- L'Arlequin (1970)
- Mer du Nord (1971)
- L'Envers du miroir (1973)
- Le Moulin de papier (1973)
- Almanach du ciel (1973)
- De Feu et de Cendre (Ed. Nathan, 1974)
- Complaintes (1975